# Herman Odelberg (ämbetsman)
Chistian Herman Odelberg, född 2 juli 1840 i Stockholm, död där 10 mars 1878, var en svensk konsthistoriker och ämbetsman.
Odelberg studerade juridik vid Uppsala universitet 1858–1861 och blev efter examen kanslist i finansdepartementet 1861. Han arbetade senare på Uppsala universitet 1863, justitierevisionsexpeditionen 1863–1869, Svea hovrätt 1869–1874 och åter i finansdepartementet 1874–1876, samt som byråchef i Generalpoststyrelsen från 1876. Han ägnade sig vid sidan av ordinarie arbete åt historia, numismatik och konsthistoria och han blev bland annat korresponderande ledamot i Académie d'archéologie de Belgique 1870. Han intresserade sig för altarskåpen i Strängnäs domkyrka från Flandern. Han bedrev även forskning om Willem Boy.
Herman Odelberg var son till Axel Odelberg och Wilhelmina Amalia Frisenheim. Han gifte sig 1873 med Elsbeth Amalia Croneborg (1852–1874), som var dotter till Wilhelm Croneborg. Makarna Odelberg är begravda på Solna kyrkogård. 